# 프레치냐
데우마 곤사우베스(포르투갈어: Delma Gonçalves, 1975년 5월 19일] ~ )는 흔히 프레치냐(포르투갈어: Pretinha)라는 애칭으로 알려져 있는 브라질의 전직 여자 축구 선수로 포지션은 미드필더이다. WK리그의 고양 대교 소속으로 활약한 기록이 있으며, WK리그 등록명은 "쁘레치냐"이다. 그의 애칭인 "프레치냐"는 "작은 흑인 여자"를 뜻한다.
1991년과 1995년, 1999년, 2007년 FIFA 여자 월드컵에서 브라질 대표로 출전했으며 2004년 아테네 올림픽과 2008년 베이징 올림픽에서 브라질의 여자 축구 은메달 획득에 공헌했다.
주로 바스쿠 다 가마 소속으로 뛰었으며 2005년 일본의 INAC 고베 레오네사로 이적했다. 2009년 대한민국의 대교 캥거루스로 이적했으며, 2015년까지 뛰었다.